# Anja Oplotnik
Anja Oplotnik (* 21. September 2002) ist eine slowenische Skirennläuferin. Sie startet hauptsächlich im Slalom sowie vereinzelt im Riesenslalom.

## Karriere
Oplotnik stammt aus Trbovlje, startet jedoch für den Skiclub Celje. Ihr internationales Renndebüt gab sie am 12. November 2018 bei einem Juniorenrennen in Sulden. Ihr erstes Großereignis bestritt sie im darauffolgenden Februar beim Europäischen Olympischen Winter-Jugendfestival in Sarajevo, wobei sei als beste Platzierung Rang 32 im Slalom erreichte.
2020 nahm Oplotnik an den Olympischen Jugend-Winterspielen in Lausanne teil, wobei sie ihr bestes Ergebnis im Mannschaftswettbewerb gemeinsam mit Rok Ažnoh erreichte. Die beiden belegten den 9. Platz. Zu Saisonabschluss wurde sie erstmals slowenische Meisterin im Slalom.
In den darauffolgenden Jahren startete Oplotnik hauptsächlich bei FIS-Rennen in Europa, wobei hierbei die Juniorenweltmeisterschaften eine Ausnahme bildeten.
Am 9. Januar 2022 durfte Oplotnik beim Slalom von Kranjska Gora ihr Debüt im Weltcup geben, wobei sie jedoch die Qualifikation für den zweiten Durchgang verpasste.
2023 nahm sie erstmals an einer Alpinen Skiweltmeisterschaft teil. Bei den Wettkämpfen in Courchevel bzw. Méribel belegte sie im Slalom den 34. Rang.

## Erfolge

### Weltmeisterschaften
- Courchevel/Méribel 2023: 34. Slalom

### Juniorenweltmeisterschaften
- Panorama 2022: 16. Slalom, DNF Riesenslalom
- St. Anton 2023: 13. Slalom

### Europacup
- Eine Platzierung unter den besten 30

### Olympische Jugend-Winterspiele
- Lausanne 2020: 9. Mannschaft, 24. Alpine Kombination, 37. Super-G, DNF Riesenslalom, DNF Slalom

### Europäisches Olympisches Winter-Jugendfestival
- Sarajevo 2019: 32. Riesenslalom, DNF Slalom

### Weitere Erfolge
- 8 Siege bei FIS-Rennen
- Slowenische Meisterin im Slalom (2020)
- Slowenische Vizemeisterin im Slalom (2022)